# 青色コンパクト矮小銀河

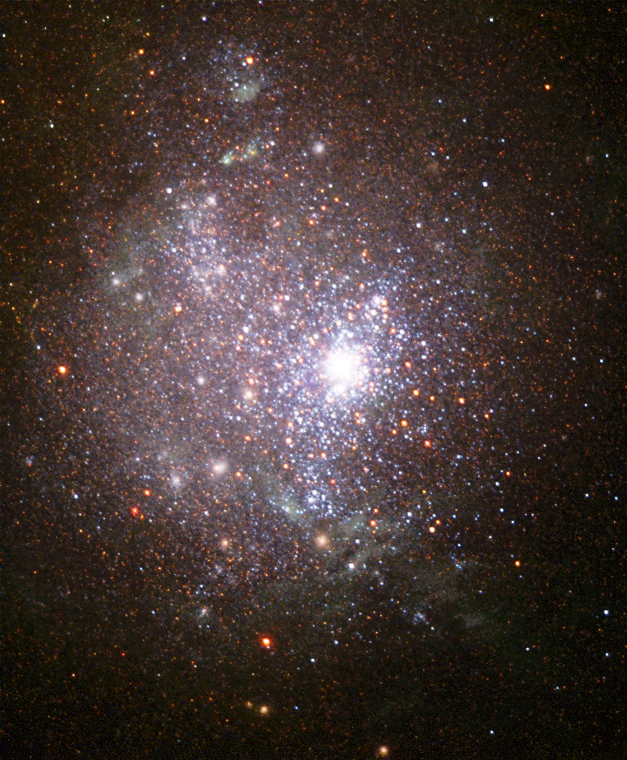
ハッブル宇宙望遠鏡で撮影したNGC 1705

青色コンパクト矮小銀河（せいしょくコンパクトわいしょうぎんが）または（あおいろ -, blue compact dwarf galaxy, BCD）は、若く高温で大質量の恒星からなる大きな集団を形成しているが、全体としては小規模な銀河である。スペクトルの中の青色領域に強い輝線あるいは連続輝線が認められる。これはスターバーストに起因していると考えられている。
局所銀河群の近傍にあるものでは、NGC 1705、NGC 2915、NGC 3353などが例として挙げられる。